# Bierutów
Bierutówⓘ (do roku 1945 niem. Bernstadt in Schlesien) – miasto w województwie dolnośląskim, w aglomeracji wrocławskiej, w powiecie oleśnickim, siedziba gminy miejsko-wiejskiej Bierutów. Historycznie i geograficznie leży na Dolnym Śląsku. W latach 1975–1998 miasto administracyjnie należało do woj. wrocławskiego.

## Nazwa

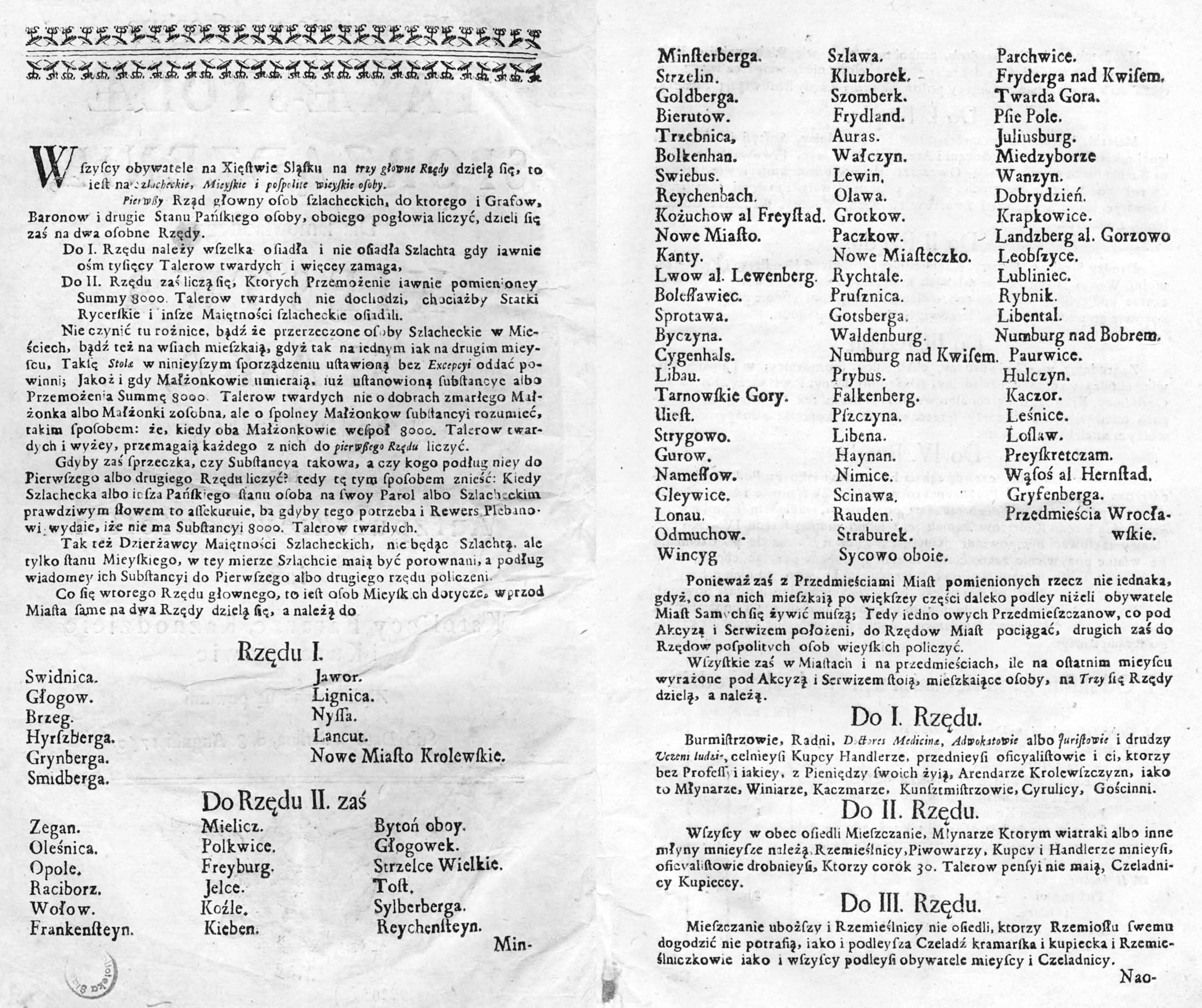
Bierutów wśród innych nazw śląskich miejscowości w urzędowym pruskim dokumencie z 1750 roku wydanym w języku polskim w Berlinie.

W dokumentach zostały zapisane następujące nazwy miasta z poszczególnych lat: Legnitz (1255), Forstenwald (1266), ante civitatem Beroldi (1268), in civitate Beroldi (1269), Beroldestat (1288), Berodestat (1288), Ligniten (1295) Bernstadt (1329), Berolstadt (ok. 1300), Bernstad (1419), Bernstat (1579), Bernstadt, Bierutow, Bierutowa (1781), Bierutów, Bernstadt (1880).
W księdze łacińskiej Liber fundationis episcopatus Vratislaviensis (pol. Księga uposażeń biskupstwa wrocławskiego) spisanej za czasów biskupa Henryka z Wierzbna w latach 1295–1305 miejscowość wymieniona jest w zlatynizownej formie Lignite. W 1326 roku istniała w Bierutowie szkoła wspomniana w bulli papieża Jana XXII, jej rektorem był Stefan z Aleksandrowic. Miasto w bulli zostało wymienione jako Beroldi. W roku 1613 śląski regionalista i historyk Mikołaj Henel z Prudnika wymienił miejscowość w swoim dziele o geografii Śląska pt. Silesiographia podając jej łacińskie nazwy: Bernstadium, Beriltovia, Berolstadium, Berolthovia. W 1750 roku nazwa „Bierutów” wymieniona jest w języku polskim przez Fryderyka II pośród innych miast śląskich w zarządzeniu urzędowym wydanym dla mieszkańców Śląska.
W alfabetycznym spisie miejscowości na terenie Śląska wydanym w 1830 roku we Wrocławiu przez Johanna Knie miejscowość występuje pod nazwą niemiecką Bernstadt oraz polską Bierutow. Statystyczny opis Królestwa Prus z 1837 r. notuje Bernstadt (poln. Berutowa). Polską nazwę Bierutów oraz niemiecką Bernstadt w książce „Krótki rys jeografii Szląska dla nauki początkowej” wydanej w Głogówku w 1847 wymienił śląski pisarz Józef Lompa, a także w 1896 roku śląski pisarz Konstanty Damrot w książce o nazewnictwie miejscowym na Śląsku.
Do 1945 r. stosowano niemiecką nazwę Bernstadt in Schlesien. W 1946 r. ustalono urzędowo polską nazwę Bierutów.
Niemiecka nazwa pochodzi od imienia Bernhard, którego formą skróconą był Berold, Berol, Bern. Do niego został dodany przyrostek -stadt (‘miasto’). Wanda Makula-Kosek wskazuje, że nazwa miasta została spolszczona jako Bierutów już w XVIII wieku. Jednak Stanisław Rospond wskazywał na wcześniejszy polski tekst z 1561 r., gdzie użyto wyrażenia przed Bieruthowem.

## Historia

Mapa Bierutowa

Pierwotna nazwa osady Lignica w akcie lokacyjnym z 1266 r. zmieniona została na Fürstenwald. Ta jednak nie przyjęła się i miasto występowało w dokumentach jako Beroldi villa, civitas Beroldi, Beroldestadt, Berolstadt, Berolstat, Bernhardsdorf. Od XIV w. w użycie weszła nazwa Bernstadt, Bernstad oraz jej spolszczenie Bierutów i Bierutowa. Nazwa miasta wywodzi się od zniekształconego brzmienia nazwiska jego rzekomego właściciela (comes Beroldus), w niektórych publikacjach identyfikowanego z margrabią Bertholdem, ojcem św. Jadwigi Księżnej Śląskiej.
Najstarsze osadnictwo na terenie Miasta i Gminy Bierutów stwierdzono na podstawie znalezisk archeologicznych na północ od wsi Jemielna, sięga ono II okresu epoki brązu. Odkryto osadę kultury unietyckiej z ok. 1200 lat p.n.e. Kolejnymi są znaleziska z epoki żelaza, najstarsze z okresu halsztackiego i lateńskiego, a więc z czasów 650 lat p.n.e. do początku n.e., odkryte w Bierutowie i Solnikach Małych. Częstsze są ślady wytopu rud darniowych z czasów średniowiecza wzdłuż doliny Widawy, już z początków państwa Piastów.
Miasto rozwinęło się z istniejącej prawdopodobnie od I połowy XIII w. osady leżącej na ważnej trasie handlowej Wrocław-Kraków. Najstarsza wzmianka źródłowa dotycząca Bierutowa pochodzi z 1214 r. i wymienia osadę targową z kościołem. Pierwsza, nieudana lokacja na prawie niemieckim miała miejsce przypuszczalnie ok. 1250 r. Ponowna, na prawie frankońskim, dokonana została w 1266 r. przez księcia Henryka III wrocławskiego i stanowiła zapewne uprawomocnienie istniejącego już założenia urbanistycznego. Pierwszą osadą z terenu gminy wzmiankowaną w dokumentach historycznych była wieś Gorzesław 1230 r., a następnie Solniki – 1245 r. i Bierutów – 1250 r. W dokumencie lokacyjnym księcia wrocławskiego Henryka III wystawionego dla Wilhelma z Dzierżoniowa (późniejszego pierwszego wójta dziedzicznego Bierutowa), wymieniono poza Bierutowem następujące wsie: Gorzesław, Jemielna, Solniki, Stronię i Wabienice. W 1294 r. miasto i okoliczne ziemie przeszły we władanie Henryka III głogowskiego.
Po Henryku III Białym władał Bierutowem Henryk IV Prawy (Probus), po którym podstępem przejął ziemię wrocławską Henryk V Gruby. Jednak już w cztery lata później (1294) został on zmuszony do zwrotu części zagarniętego księstwa Henrykowi Głogowskiemu, któremu przypadła ziemia oleśnicka wraz z Bierutowem. Po śmierci tego ostatniego (1309) powstało księstwo oleśnickie, w którego obszar weszły dwa miasta: Bierutów i Namysłów. Początkowo, na skutek dalszego rozdrobnienia nastąpił jego dalszy podział – na część oleśnicką z księciem Bolesławem i namysłowską pod rządami Konrada I. Zjednoczenie księstwa nastąpiło już w 1320 roku, zaraz po śmierci Bolesława. Bierutów dysponował wówczas ok. 12 ha ziemi i stanowił dość regularny prostokąt, otoczony drewniano-ziemnymi umocnieniami.
Położenie przy szlaku komunikacyjnym powodowało konieczność rozbudowy centrum handlowego miasta – forum. Otaczały go drewniane domy, kryte trzciną i gontem. Rozkład architektoniczny miasta zgodny był z kierunkami geograficznymi. W centrum miasta znajdowały się także jatki mięsne, a także ławy rzemieślnicze i kupieckie. Umiejscowione były one na zapleczach domostw. Z zabudowań tego okresu wyróżniała się drewniana kaplica kryta gontem.
Przywileje lokacyjne przyciągały kupców i rzemieślników. Zwolnieni oni byli przez pewien okres ze świadczeń i mieli gwarantowane bezpieczeństwo. Od chłopów nie pobierano natomiast opłat i świadczeń feudalnych. Do miasta przybyli więc nowi osadnicy. Rosła automatycznie liczba jatek i ław kupieckich. Z powodu braku źródeł nie można nawet w przybliżeniu określić liczby mieszkańców w tym okresie.
Za panowania Konrada I powstał także najprawdopodobniej zamek bierutowski. Ścisłej daty nie można jednak, na podstawie dostępnych źródeł, obecnie ustalić. Przybliżenie jest jednak dość precyzyjne i niektóre źródła podają rok 1323 jako datę powstania zamku. O liczbie ludności w tym okresie można niewiele powiedzieć. Pewne przypuszczenia można jedynie wysunąć na podstawie istniejących na początku XIV w. 13 ław mięsnych, 10 chlebowych i 2 obuwniczych. Ta duża liczba piekarzy i rzeźników pozwala sądzić (z dużym przybliżeniem) iż w mieście zamieszkiwało wówczas ok. 600 osób. Rzemieślnicy ci, zwolnieni od wszelkich służb i opłat w marcu 1323 roku przez księcia Konrada (najprawdopodobniej po pożarze jaki miał miejsce w tym roku), zakładali pierwsze cechy. Miało to na celu położenie nacisku na produkcję wyrobów lepszej jakości, a także stabilizację cen, utrzymywanie dobrych obyczajów i porządku. Cechy rzemieślnicze miały ponadto za zadanie lepiej zabezpieczyć miasto w przypadku napadu lub najazdu (podobnie jak i w innych miastach w tamtym okresie). Miały też lepszą możliwość wyjednania u księcia określonych przywilejów, co skrzętnie czyniły.
Kolejne prawa nadał miastu następca Konrada – Bolesław. Na ich mocy starszyzna mogła z mistrzami rzemieślniczymi wybierać nowych radnych i nową radę cechu, bez ingerencji księcia. Wkrótce (w 1333) Bierutów otrzymał prawo karania wszystkich przestępców i złoczyńców bez względu na zajmowane przez nich stanowiska czy stan majątkowy. Przywilej ten świadczył o częstych najazdach na miasto i wielu niebezpieczeństwach ówczesnego dnia codziennego. W tym też okresie powstała łaźnia miejska, która przyczyniła się do podniesienia stanu higieny w mieście. Podstawowym zajęciem mieszkańców w XIV i XV wieku było rolnictwo i rybołówstwo. Głównymi roślinami uprawianymi w okolicy miasta były: chmiel, pszenica, jęczmień, żyto, owies, len oraz groch, bób i soczewica. Istniały także sady owocowe oraz co najmniej trzy młyny. Rybołówstwem zajmowano się na rzekach i stawach przy młynach.
W 1339 roku książę Bolesław wraz z synami Wacławem i Ludwikiem sprzedał Bierutów księciu oleśnickiemu Konradowi I. Jego syn i następca Konrad II utrzymywał bliskie kontakty z królem polskim – Władysławem Jagiełłą. Wziął nawet udział w kilku jego wyprawach chrystianizacyjnych Litwy. Kolejny wiek – XV okazał się jednym z najbardziej tragicznych w dziejach miasta, dotkniętego najpierw przez choroby zakaźne (umarło kilkadziesiąt procent mieszkańców), a następnie najazd husytów (1430), którzy splądrowali miasto. Kilka lat później Bierutów dotknęła klęska nieurodzaju i głodu. Miasto popadło w niemal całkowitą ruinę. Gwałtownie zmniejszyła się liczba mieszkańców. 13 lutego 1473 roku wybuchł ogromny pożar. Na skutek zaniedbania w magazynach zbożowych spłonęło 3/4 zabudowań – około 110 budynków wraz z dobytkiem. Zginęło wówczas także wielu mieszkańców.
21 września 1492 roku umarł ostatni Piast na książęcym tronie w Oleśnicy – Konrad VIII. Władzę zwierzchnią przyjął ówczesny król Czech – Władysław III Jagiellończyk. W trzy lata później wymienił on Księstwo Oleśnickie za majątek Podiebrad i 500 kop groszy. Bierutów otrzymał wówczas od swoich nowych właścicieli – książąt Albrechta, Jerzego i Karola Podiebradów – kolejny, ważny przywilej (rok 1499), wieczyste prawo browarskie. Na jego mocy okoliczne wioski miały obowiązek zaopatrywania się w piwo w mieście. W zamian za niego właściciele browarów mieli wznosić do skarbca książęcego dość duże opłaty, przywilej podbierania których przekazano wkrótce miastu.
W XVI w. miasto stało się lokalnym ośrodkiem rzemieślniczym, zwłaszcza włókienniczym. W tym okresie Bierutów był zaniedbywany przez książąt oleśnickich, często sprzedawany lub oddawany w zastaw. W latach 1529–1534 w wyniku sprzedaży należało do miasta Wrocławia, natomiast w latach 1574–1604 było w posiadaniu rodu von Schindel jako zastaw. Zamek będący dotąd siedzibą książęcych zarządców służył w latach 1534–1548 za rezydencję księciu Henrykowi II Podiebradowiczowi, którego pobyt upamiętnił się wprowadzeniem protestantyzmu w roku 1538 oraz założeniem szkoły książęcej.
W XVII w. Bierutów pełnił nieprzerwanie funkcję książęcego miasta rezydencjonalnego, któremu zwłaszcza inicjatywa dwóch książąt przyniosła znaczne efekty budowlane i artystyczne: Henryka Wacława Podiebrada (rezydował w latach 1617–1639) i Krystiana Ulryka Wirtemberskiego (rezydował w latach 1672–1697). Wiek XVII przyniósł także największe zmiany w dziejach miasta. Rozbudowano m.in. zamek książęcy i zbudowano kościół cmentarny Św. Trójcy (1622–1631). Stulecie to obfitowało również w pożary (1603, 1659), które pochłonęły znaczne połacie miasta. Po wielokrotnym plądrowaniu miasta w okresie wojny trzydziestoletniej (1618–1648) i spaleniu przedmieść w 1647 r. odbudowano fortyfikacje miejskie. W drugiej połowie XVII wieku w mieście i okolicy zaczęli osiedlać się Żydzi. W 1686 roku Markus Elias wydzierżawił cła książęce, a w 1694 roku przebywało już w mieście trzech Żydów-dzierżawców. Została powołana gmina żydowska.

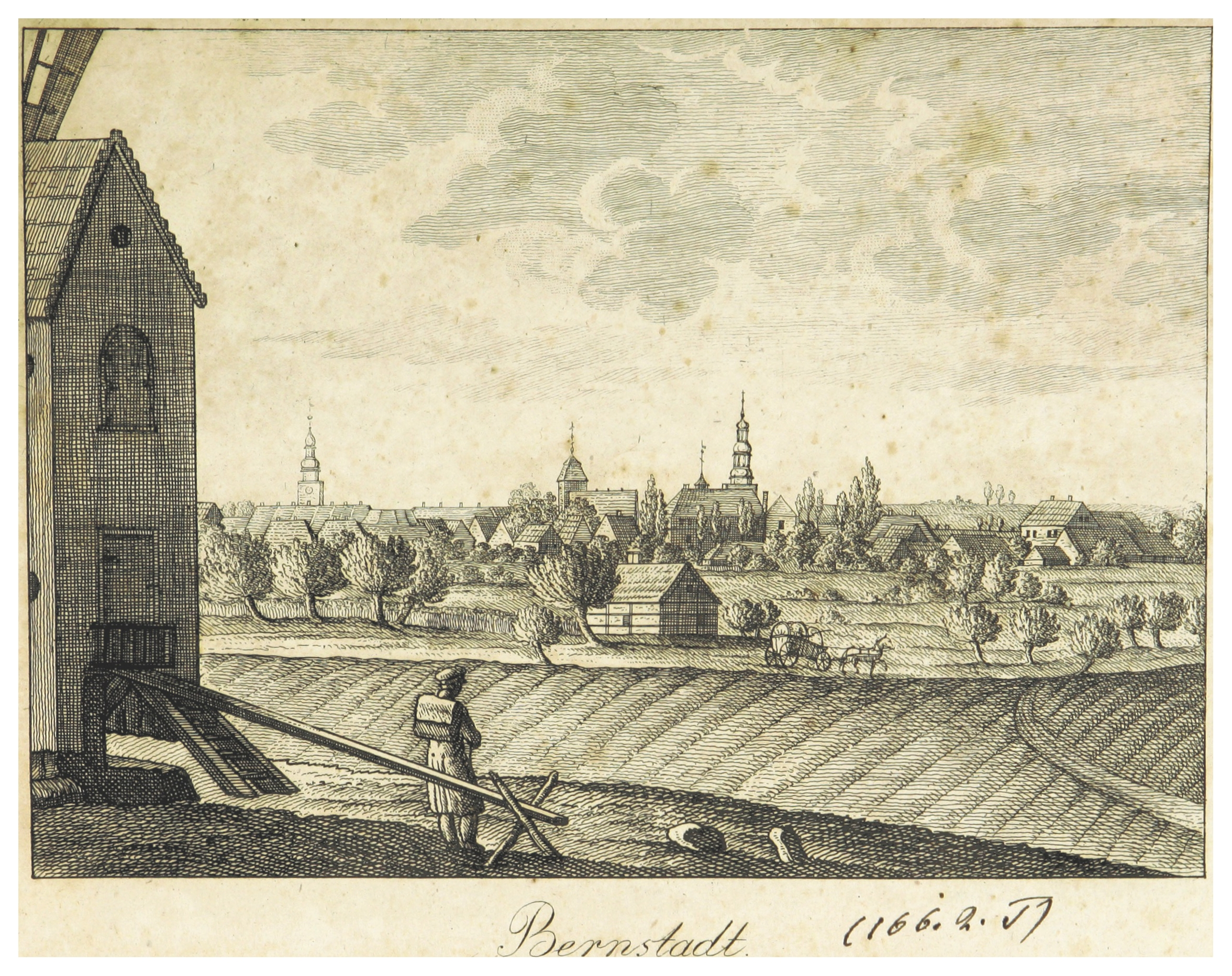
Bierutów, 1819 r.

W XVIII w. obszar miejski wypełniała już nowa zabudowa, zwarta jedynie przy Rynku i paru ulicach i wykraczająca nieznacznie na przedmieścia. Na Przedmieściu Brzeskim nad Widawą skupiały się młyny, na Namysłowskim, w sąsiedztwie zamku leżały folwarki książęcy i miejski, a także browar, gorzelnia, słodownia, piekarnia, łaźnia i rozległy ogród zamkowy. Na zachodzie – na Przedmieściu Wrocławskim – dominował kościół Św. Trójcy i szpital. Po roku 1742 utworzono w mieście Urząd Tolerancyjny dla Żydów (dla części powiatu oleśnickiego). W 1785 r. miasto liczyło 201 domów, z których 40 było murowanych, natomiast pozostałe były przeważnie o konstrukcji szkieletowej (mur pruski).
Pożar w 1843 r. zniszczył 126 z nich położonych w północnej części miasta i w północnej pierzei Rynku. W II poł. znaczna część zabudowy została przekształcona w wyniku ożywienia gospodarczego i powstania przemysłu rolno-spożywczego. W 1868 r. Bierutów uzyskał połączenie kolejowe z Wrocławiem i Namysłowem, w 1883 r. powstała duży kompleks cukrowni, a pod koniec wieku dwa tartaki młyny i rzeźnia (1901). W ciągu XIX w. zburzono bramy i część murów miejskich, zwiększał się też stopniowo obszar zabudowy miejskiej przez poszerzanie Przedmieścia Namysłowskiego i Wrocławskiego oraz włączenia terenu na północ od murów miejskich (obecna ul. 1-go Maja). U schyłku XIX w. zbudowano m.in. dwa neogotyckie kościoły: ewangelicko-luterański (1884) i parafialny katolicki Św. Józefa (1891–1893).
Na początku XIX w. modlitwy odbywały się w synagodze, jednak uległa zniszczeniu i trzeba było ją zburzyć. Po pożarze w 1808 roku na miejscu starej synagogi powstała nowa, poświęcona rok później. W 1765 roku utworzono cmentarz żydowski, który użytkowano do 1900 roku. Gdy teren cmentarza został wykorzystany, gmina żydowska otrzymała teren od miasta w celu założenia nowego kirkutu. Znajdował się on we wsi Kijowice, odległej o 2 km od Bierutowa.
Pierwsza połowa XX w. charakteryzowała się licznymi inwestycjami infrastrukturalnymi. W 1928 r. zbudowano wieże ciśnień, natomiast w 1931 r. stację uzdatniania wody i oczyszczalnię ścieków. Wszystkie obiekty z wyjątkiem oczyszczalni ścieków (stacja uzdatniania wody została zmodernizowana w 1. dekadzie XXI w.) funkcjonują po dziś dzień o dziesiątki lat dłużej niż to przewidywali ich projektanci i budowniczowie. W 1935 większość ulic miasta została pokryta charakterystyczną kostką brukową, która nigdzie poza Bierutowem nie występuje. W 1938 roku podczas nocy kryształowej synagoga została podpalona, a wiele żydowskich sklepów zdemolowano.
Bierutów został opanowany 22 stycznia 1945 r. przez oddziały 3 Armii Pancernej Gwardii i 52 Armii. Miasto zostało niemal całkowicie zniszczone przez sowieckie oddziały opuszczające miasto już po zakończeniu działań wojennych. Od 1945 roku miasto znajduje się pod polską administracją.

## Zabytki
Do wojewódzkiego rejestru zabytków wpisane są:
- miasto (ośrodek historyczny)
- kościół pw. św. Katarzyny z XIII wieku
- kościół cmentarny, ewangelicki pw. Świętej Trójcy, obecnie ruina, murowanego z cegły z pierwszej poł. XVII w.
- zespół zamkowy, z XIV w., XVII w., XIX w.
  - zamek, obecnie dom, ul. Zamkowa 3 b; pozostałości zamku książąt wrocławskich z XIV w., XVII w. i XIX w. Zachowała się wjazdowa barokowa brama wraz z kawałkiem murów obronnych, zbudowana około 1680 r.; portal zamkowy z tarczą herbową
  - wieża zamkowa, średniowieczna, zbudowana w stylu gotyckim z analogiczną tarczą herbową Podiebradów, z wyjątkiem późniejszego barokowego hełmu
- mury obronne, fragmenty z pierwszej poł. XIV–XV w.
- wieża ratuszowa, fragment dawnego budynku ratusza, z pierwszej poł. XV w., drugiej poł. XVII wieku
- willa przy ul. Mickiewicza 25a z 1906 r.

inne zabytki:
- neogotycki kościół parafialny pw. św. Józefa wybudowany w latach 1891–1893
- dawna synagoga
- Kościół ewangelicko-luterański

## Galeria

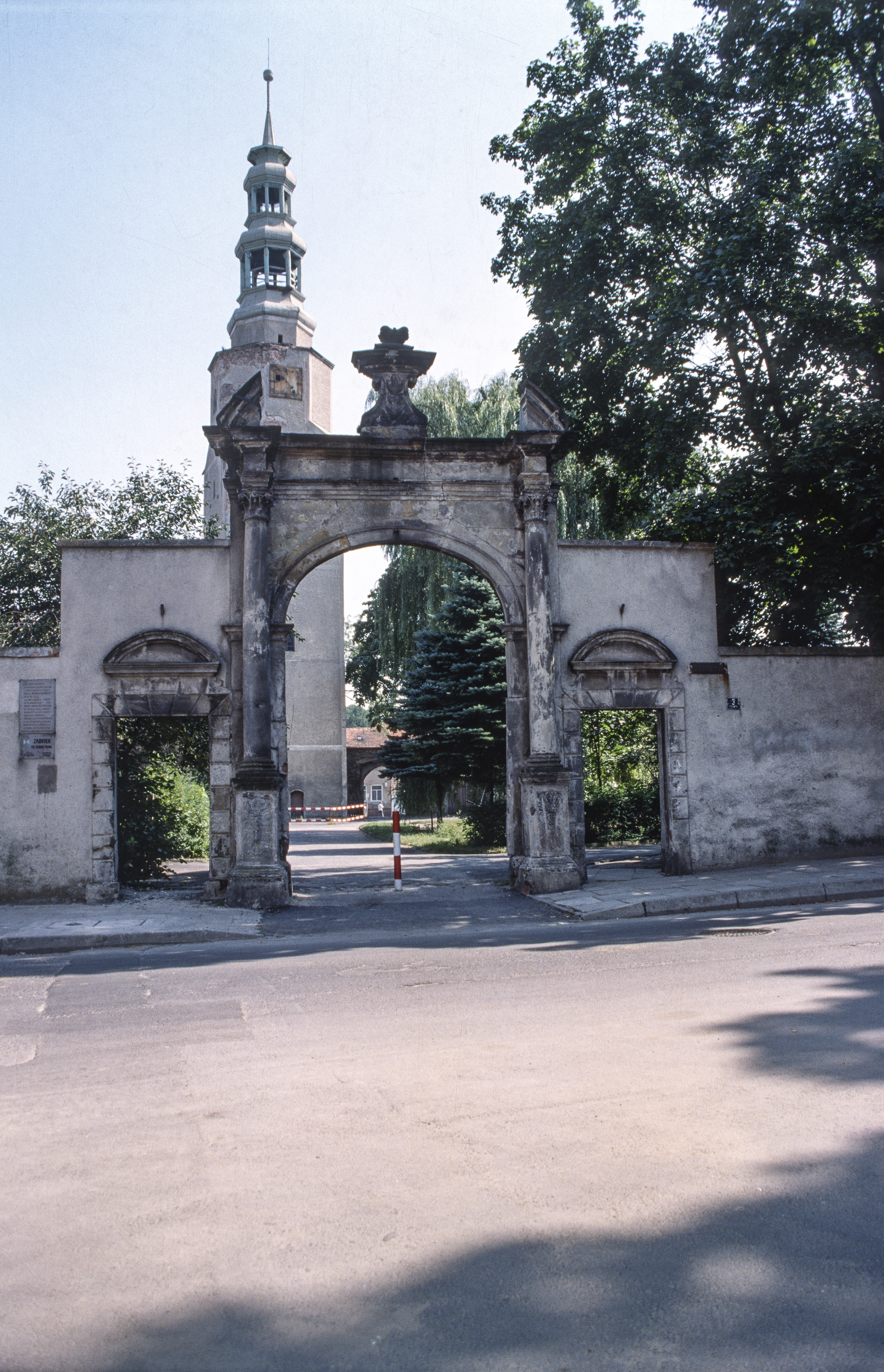
Barokowa brama do zamku i wieża
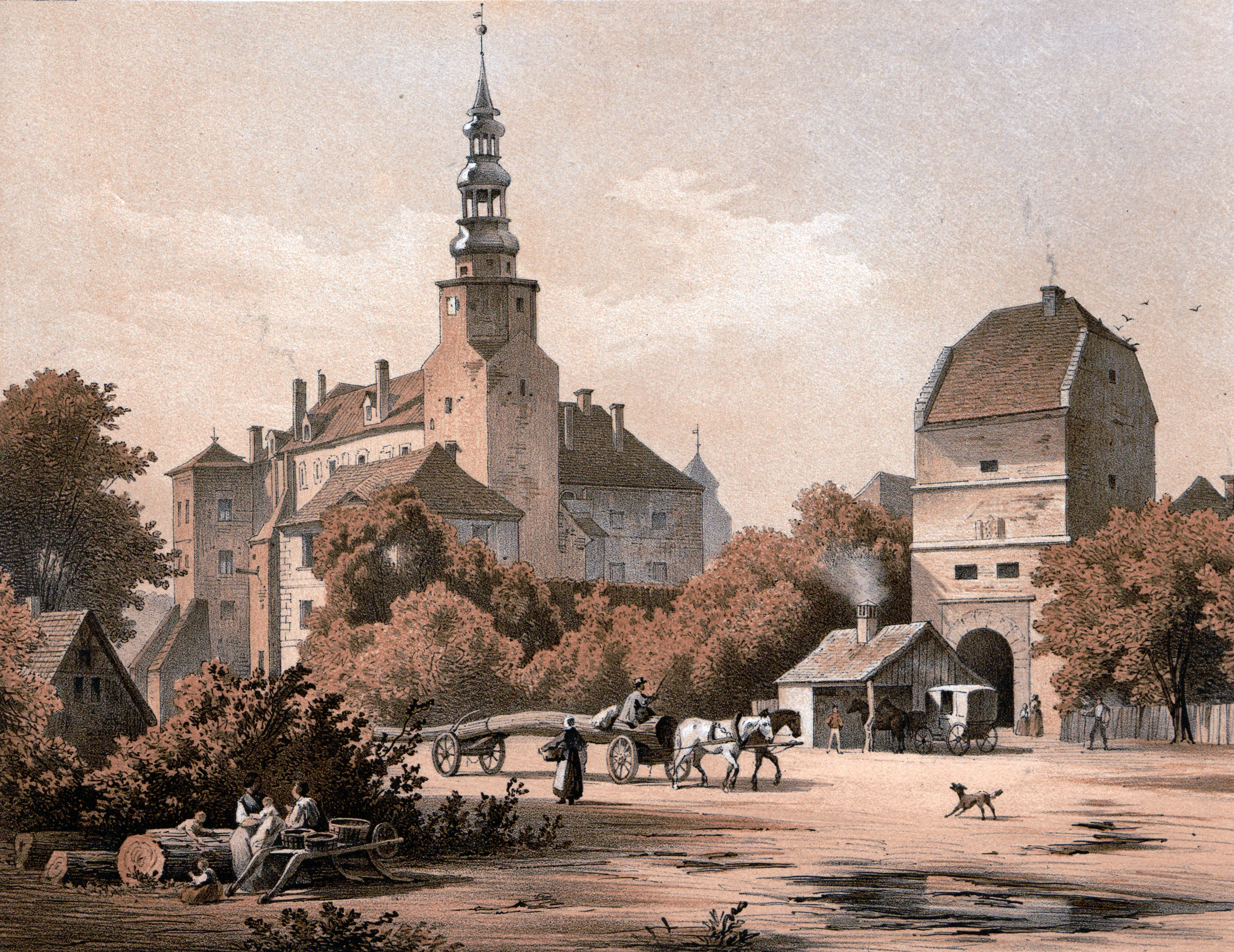
Zamek i brama miejska (1857-1883)
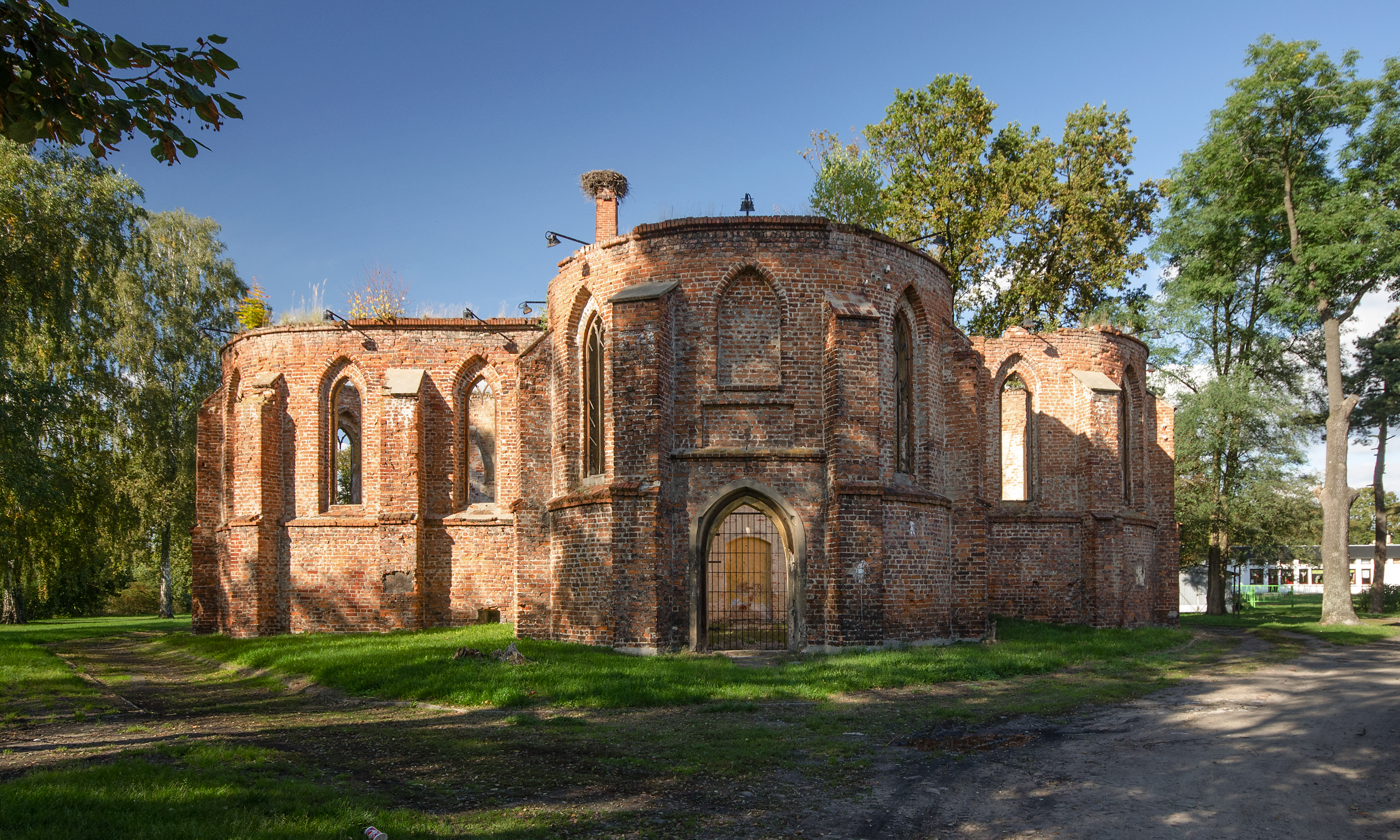
Kościół cmentarny Świętej Trójcy
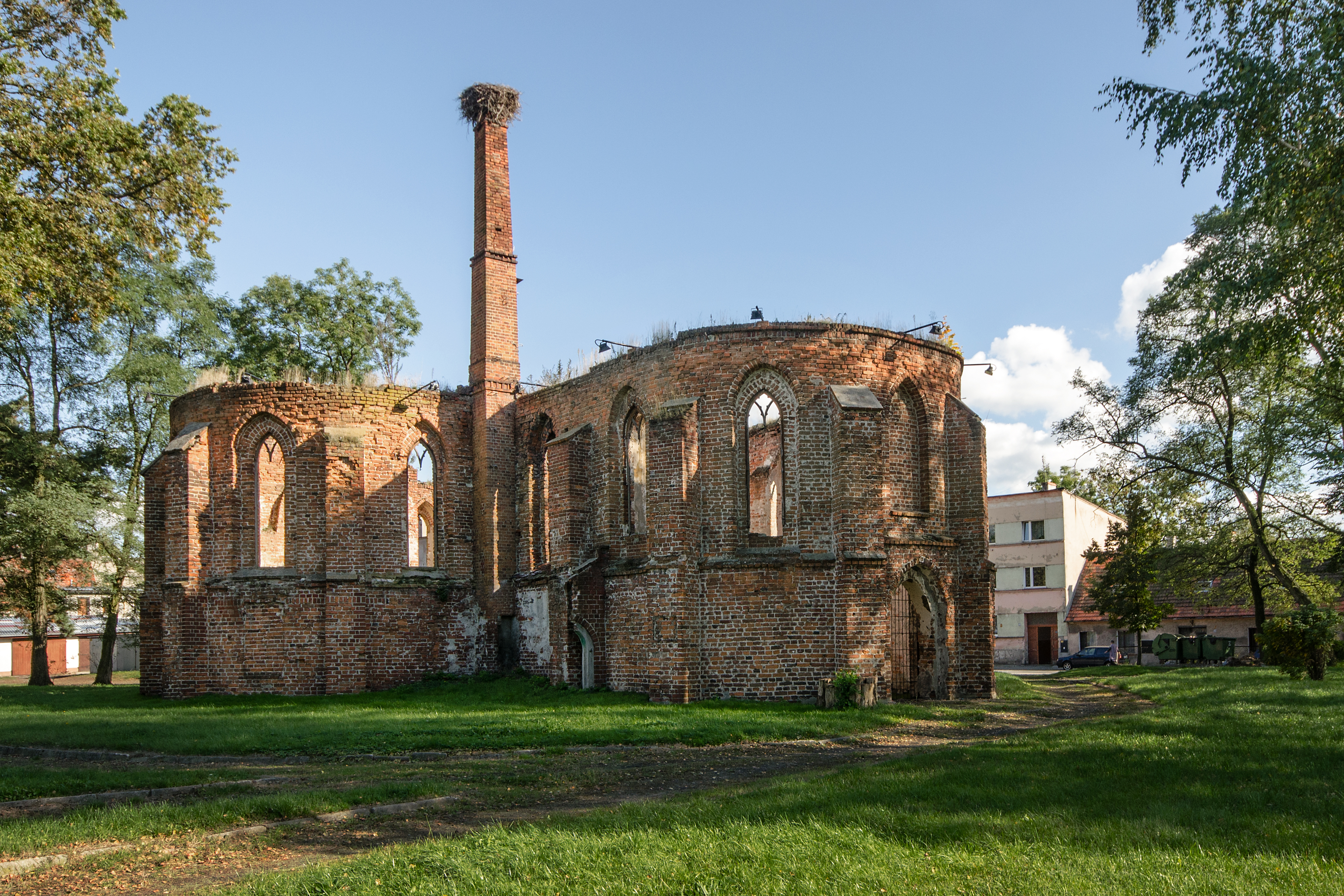
Kościół cmentarny Świętej Trójcy
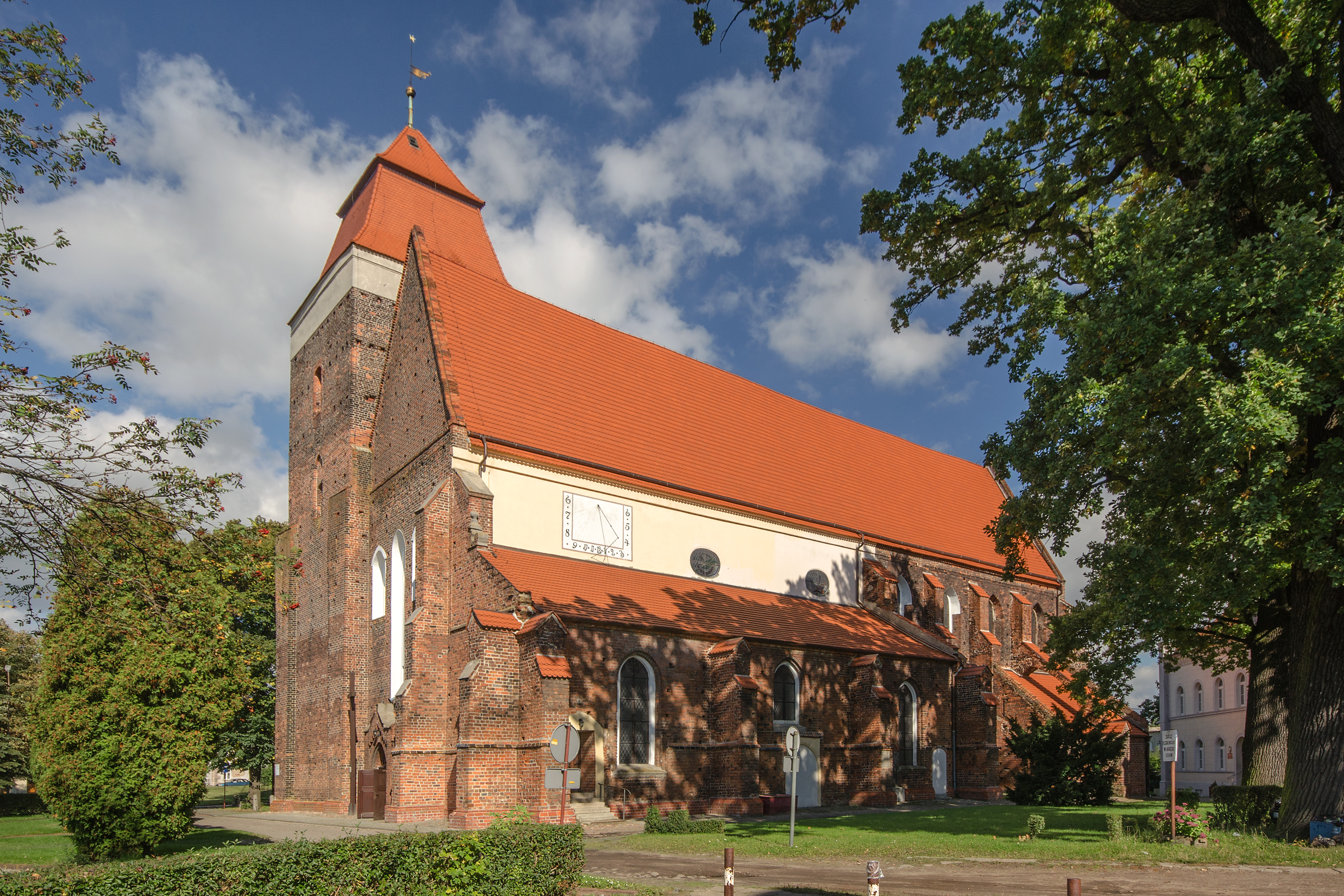
Kościół św. Katarzyny
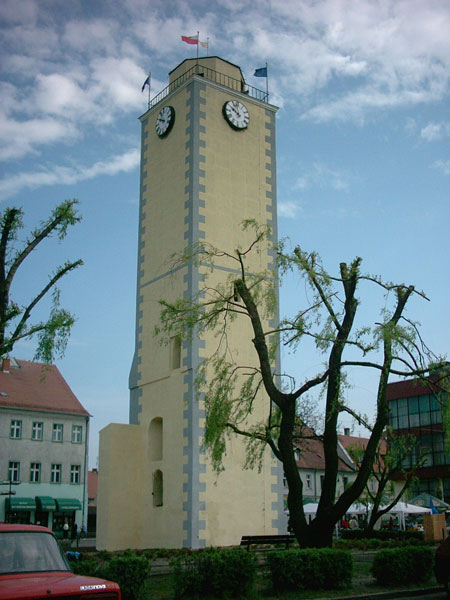
Wieża ratuszowa
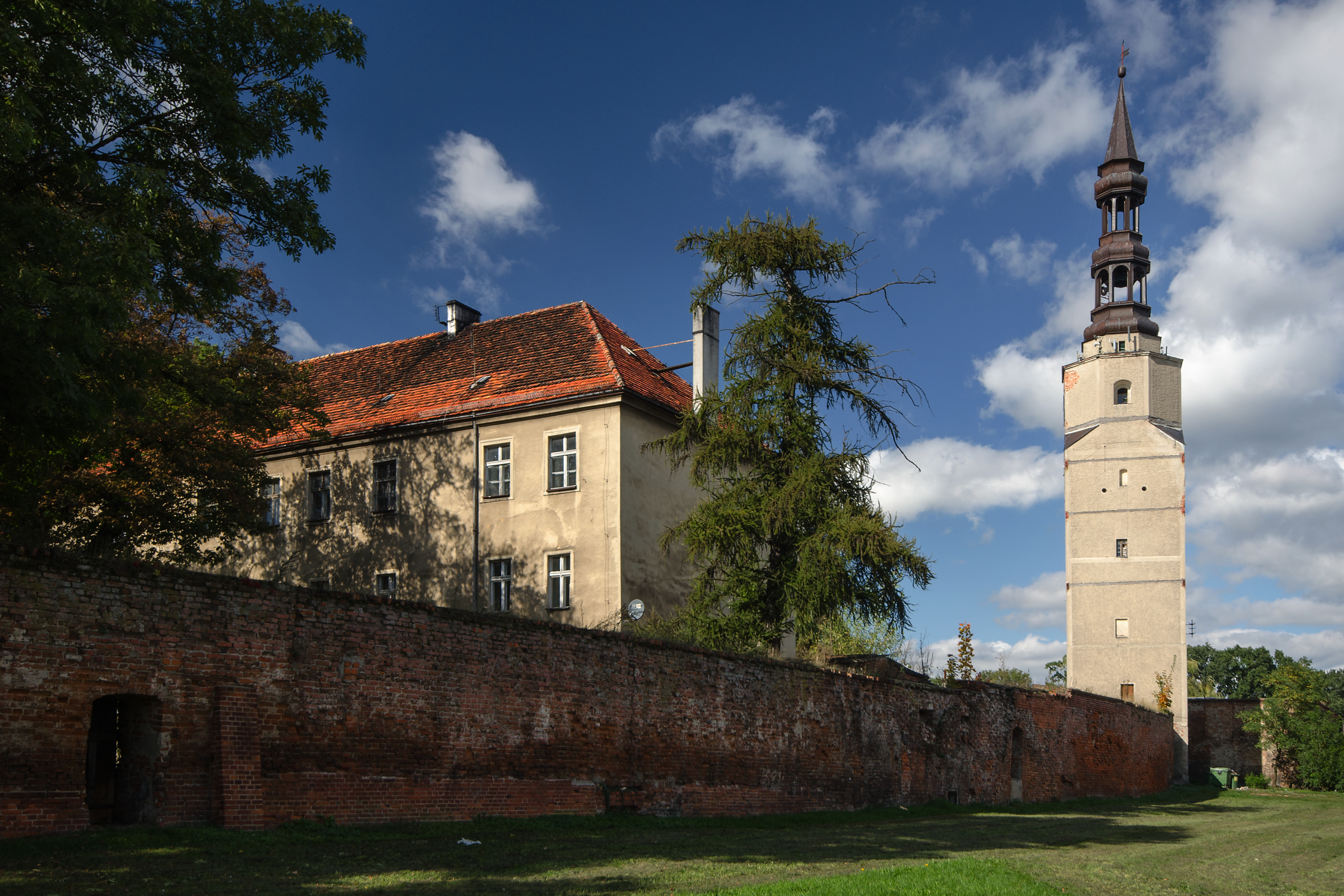
Zamek w Bierutowie
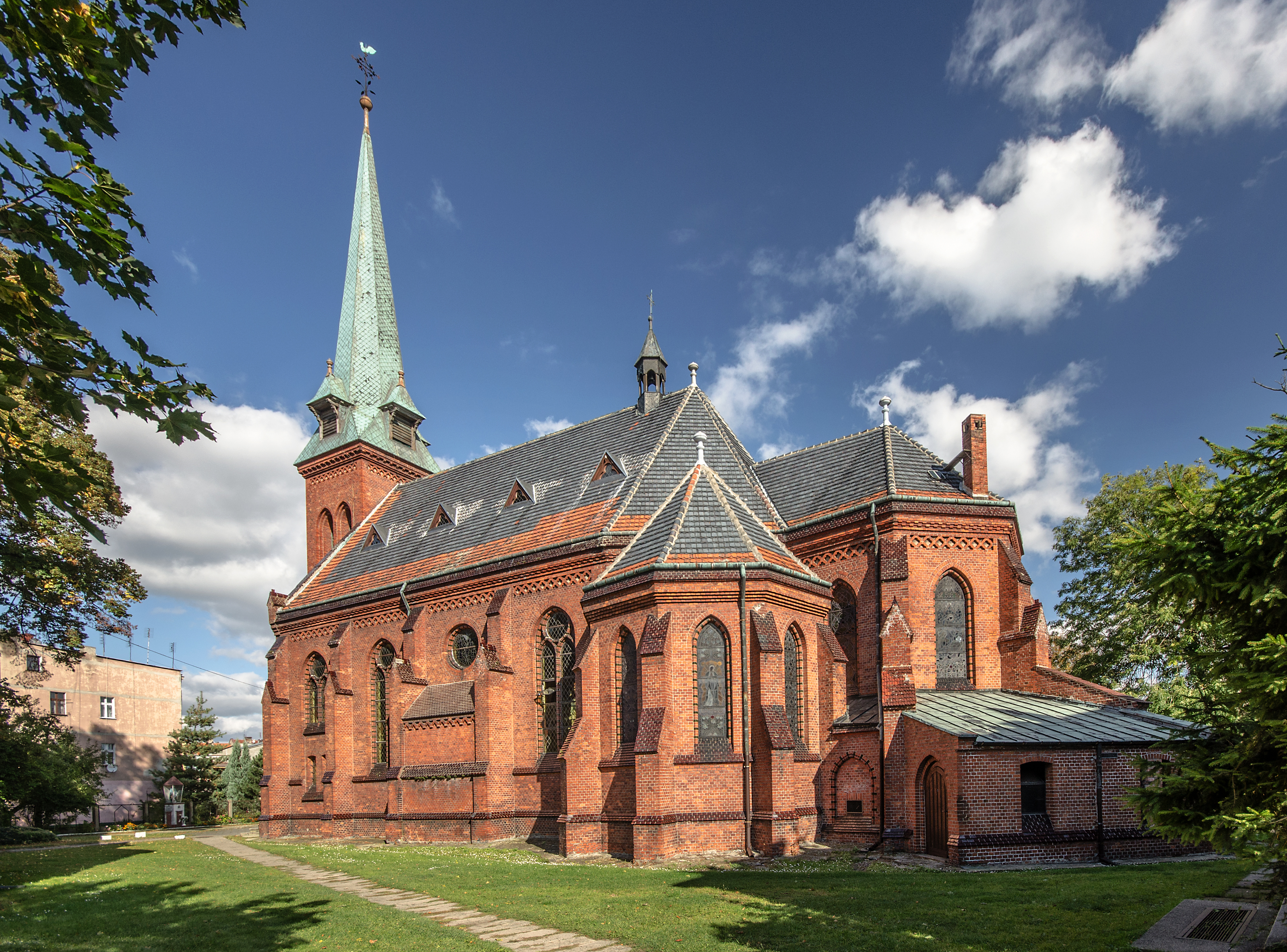
Kościół św. Józefa Oblubieńca NMP
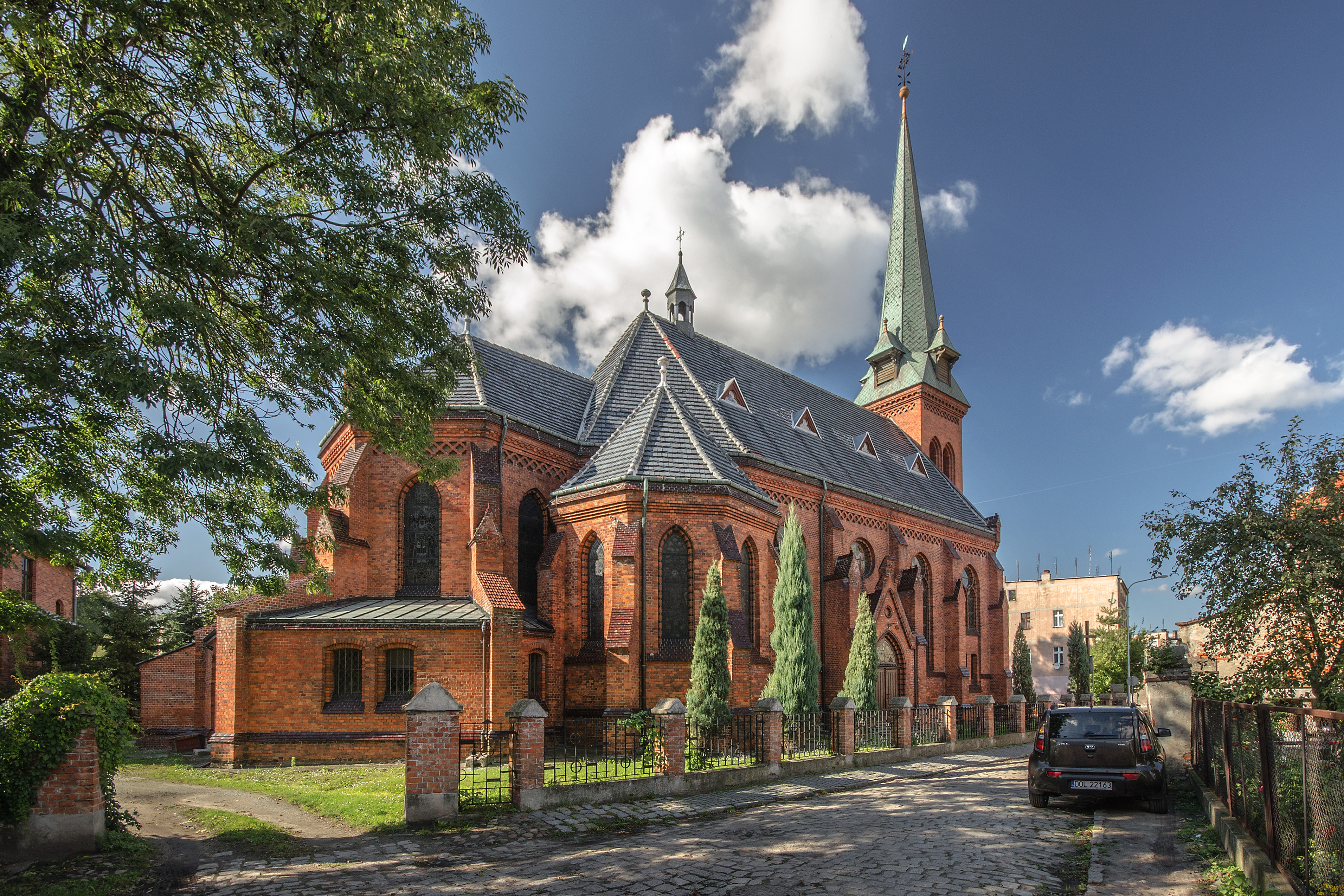
Kościół św. Józefa Oblubieńca NMP
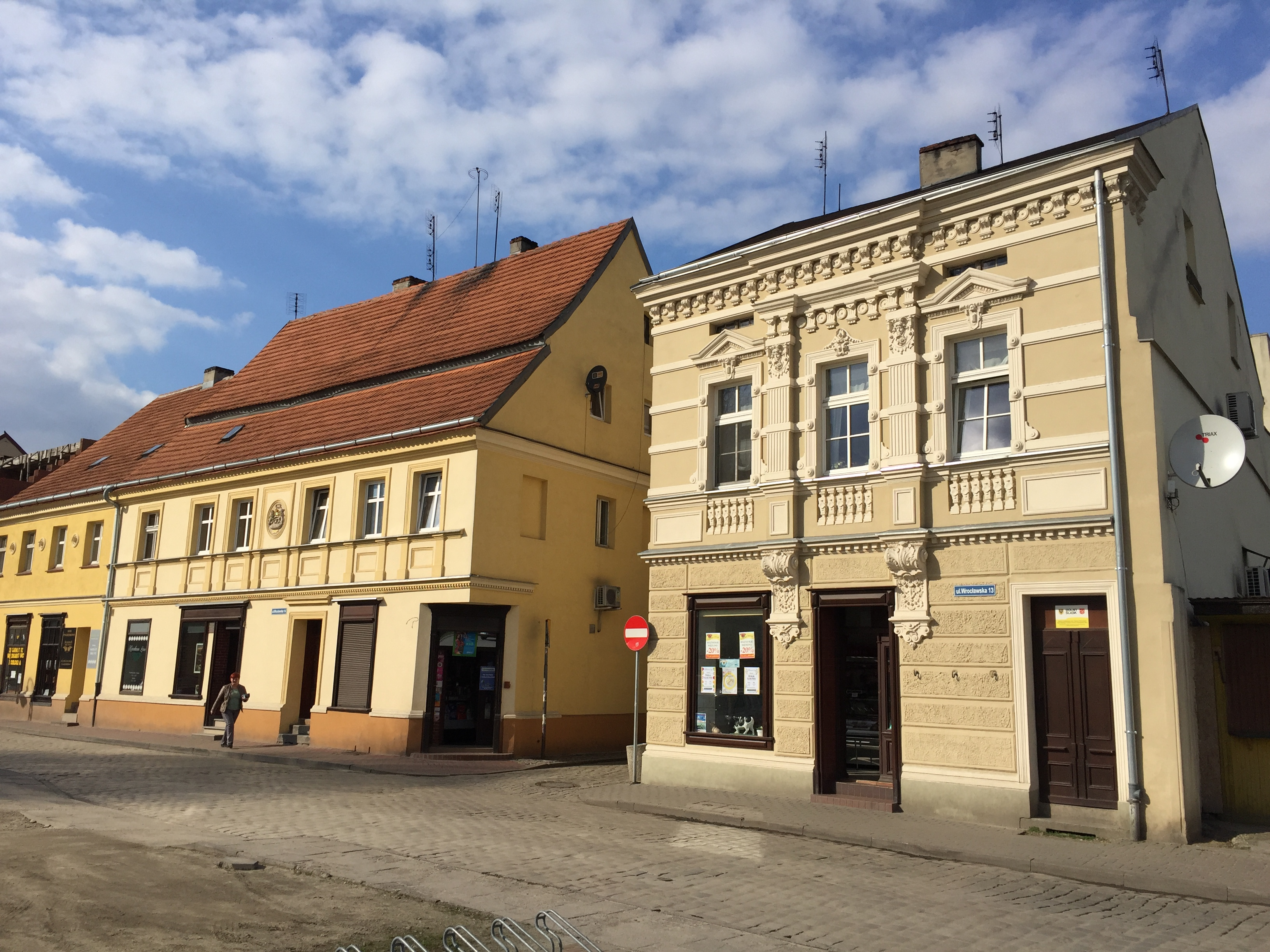
kamienice przy ul. Wrocławskiej

## Herb Bierutowa

Herb Bierutowa

Andrzej Woźniak w artykule Herb miasta Bierutowa w „Kwartalniku Powiatu Oleśnickiego” nr 1 z 2000 r., s. 22–23, pisze „...herbem miasta Bierutów są trzy zakrzywione haki, między którymi znajdują się trzy gwiazdy. Herb taki widnieje na wszystkich prawie pieczęciach miejskich od XIV wieku z nieznacznymi tylko zmianami...” „Najdawniejsza znana pieczęć pochodzi z dokumentu z 10 lutego 1340 roku i przedstawia trzy haczyki z jednego koła wychodzące...” Dalej A. Woźniak dodaje: „W końcu XIV wieku istniała też druga pieczęć (...). Przedstawia również tarczę z trzema hakami, z dodatkiem trzech gwiazd między nimi”. „Na początku XVII wieku pojawiła się nowa pieczęć (...), która na tarczy ukazuje trzy haki i gwiazdy po raz pierwszy spięte pierścieniem”. Wynika z tego, że herb Bierutowa ulegał wielu przemianom zanim osiągnął współczesną formę.
A. Woźniak, opierając się na tekście monografii Bierutowa z 1935 r. pisze, że w XVII w. pojawiła się pieczęć przedstawiająca „godło miasta otoczone kwiatami, podtrzymywane przez stojących z tyłu aniołów”. Nastąpiło to prawdopodobnie ok. 1673–1676 r., gdy Chrystian Ulryk został księciem bierutowskim. Herbu z aniołem zaprzestano używać po 1945 r., być może w ramach walki z religią.
Prawdopodobne jest, że wśród mieszkańców Bierutowa występowały różne poglądy na temat prawidłowości herbu Bierutowa. Według autorów monografii Bierutowa Kraina nad Widawą s. 21 „pozostaje w ścisłym związku z herbem rodu Reichenbachów (Rychbachów)” (jeden z nich lokował w 1266 r. Bierutów), których legenda herbowa łączy się z walką z wilkami. Wówczas skuteczną pułapką (sidłami) były wilcze haki, które umieszczano wewnątrz kawałków mięsa i zawieszano na sznurach (łańcuchach) na drzewach. Wilk podskakiwał do mięsa, zaciskał na nim szczęki i opadając w dół – zawisał na haku. Tego rodzaju haki nazywane były w Niemczech wolfsangel. W Polsce znana jest ich odmiana zwana wilczekosy, widniejąca w herbie Prus II.
Tak więc godło herbu Bierutowa, zdaniem autorów monografii jest związane z godłem herbu Reichenbachów (wcześniej podobne przypuszczenie przedstawił M. K. Bińkowski) i stanowi wilczy hak (pułapkę na wilki). Jest rozwinięciem prostego haka i przedstawia trzy młoty (kosy), w rosochę, zaćwieczone na pierścieniu, z ostrzami w lewo. Być może, że podobnie jest z herbem Brzegu (również związany z Rychbachami, lokacja w 1250 r.), gdyż godło z herbu Brzegu jest podobne do innego rodzaju haka na wilki.
Istnieje hipoteza powstania herbu Bierutowa związana z patronką Miasta św. Katarzyną Aleksandryjską, która zginęła męczeńską śmiercią poprzez łamanie na kole. Według tejże hipotezy haki w herbie Bierutowa to szprychy koła służącego do łamania, a gwiazdy to odpryski tegoż łamania.

## Hejnał
Bierutów posiada także własny hejnał. Nie ma on jednak dłuższej historii, gdyż jest tworem współczesnym. Został skomponowany przez miejscowego muzyka amatora, Jana Juncewicza i jest odtwarzany codziennie o godzinie 12.00. Początkowo miało to miejsce z urządzeń umieszczonych na wieży ratuszowej, jednak w późniejszym czasie opracowano naprzemienne odtwarzanie jego poszczególnych części z wież: ratuszowej i zamkowej. Pierwsze jego wykonanie miało miejsce w dniu 1 maja 2004 roku z okazji odrestaurowania wieży ratuszowej i wejścia Polski do Unii Europejskiej. Od tej pory stał się on trwałym elementem bierutowskiego południa.

## Demografia

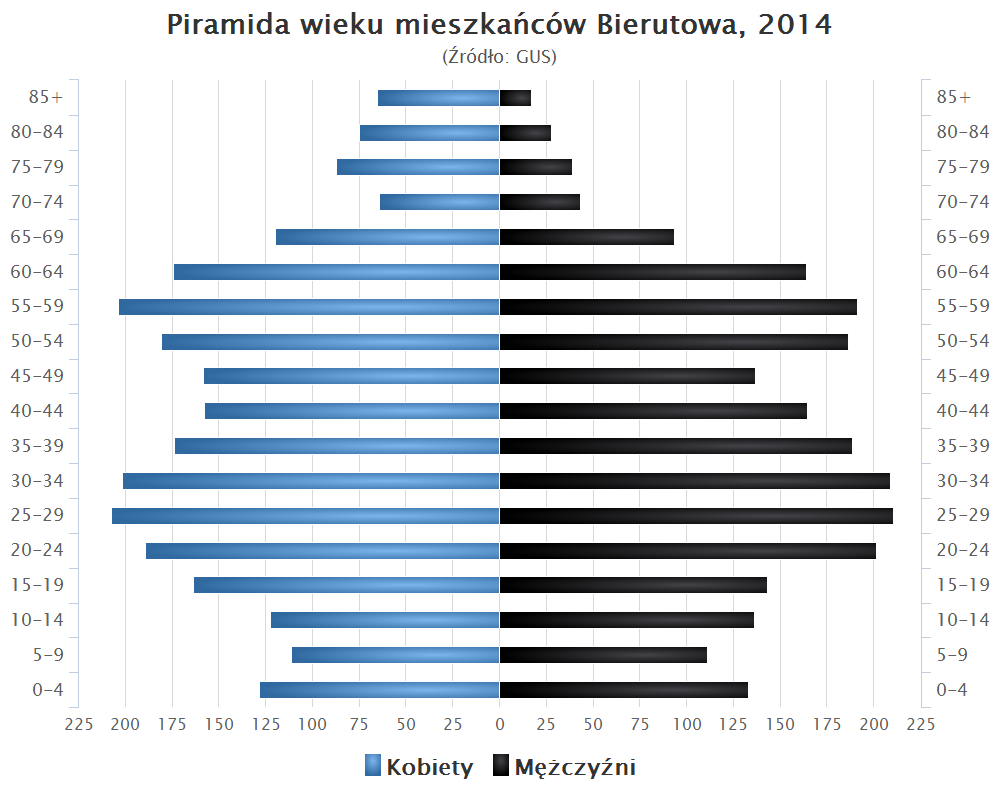

Piramida wieku mieszkańców Bierutowa w 2014 roku.
Ludność Bierutowa przed II wojną światową
| Rok  | Liczba mieszkańców | Rok  | Liczba mieszkańców |
| ---- | ------------------ | ---- | ------------------ |
| 1756 | 2003               | 1871 | 3864               |
| 1780 | 1932               | 1880 | 4172               |
| 1816 | 2666               | 1885 | 4353               |
| 1825 | 3244               | 1890 | 4394               |
| 1837 | 3210               | 1910 | 4591               |
| 1845 | 3592               | 1925 | 4496               |
| 1864 | 3775               | 1933 | 4518               |
|      |                    | 1936 | 4615               |

## Pomniki i tablice

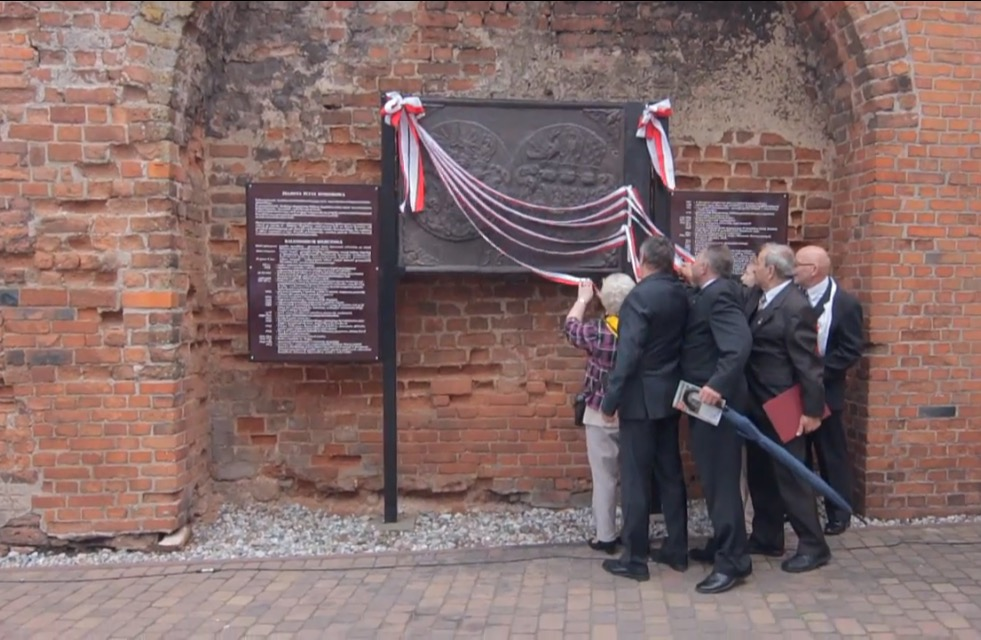
Tablica Podiebradów przy zamku książęcym odsłaniana m.in. przez byłych burmistrzów Bierutowa

- Pomnik upamiętniający 700-lecie i 750-lecie Bierutowa przy zamku książęcym
- Tablica Podiebradów przy zamku książęcym
- Pomnik Jana Pawła II przed kościołem św. Katarzyny
- Głaz z tablicą przed ruinami kościoła Świętej Trójcy, upamiętniającą osoby tam spoczywające
- Tablica upamiętniająca Ludwiga Meidnera, obok miejsca gdzie stał jego dom
- Tablica upamiętniająca remont wieży dawnego ratusza, oraz zmarłego Burmistrza Bierutowa Romana Kazimierskiego i sponsorów remontu, przy wieży dawnego ratusza
- „Grób Nieznanego Żołnierza”, Krzyż Katyński i tablica upamiętniająca katastrofę pod Smoleńskiem na cmentarzu komunalnym

## Komunikacja

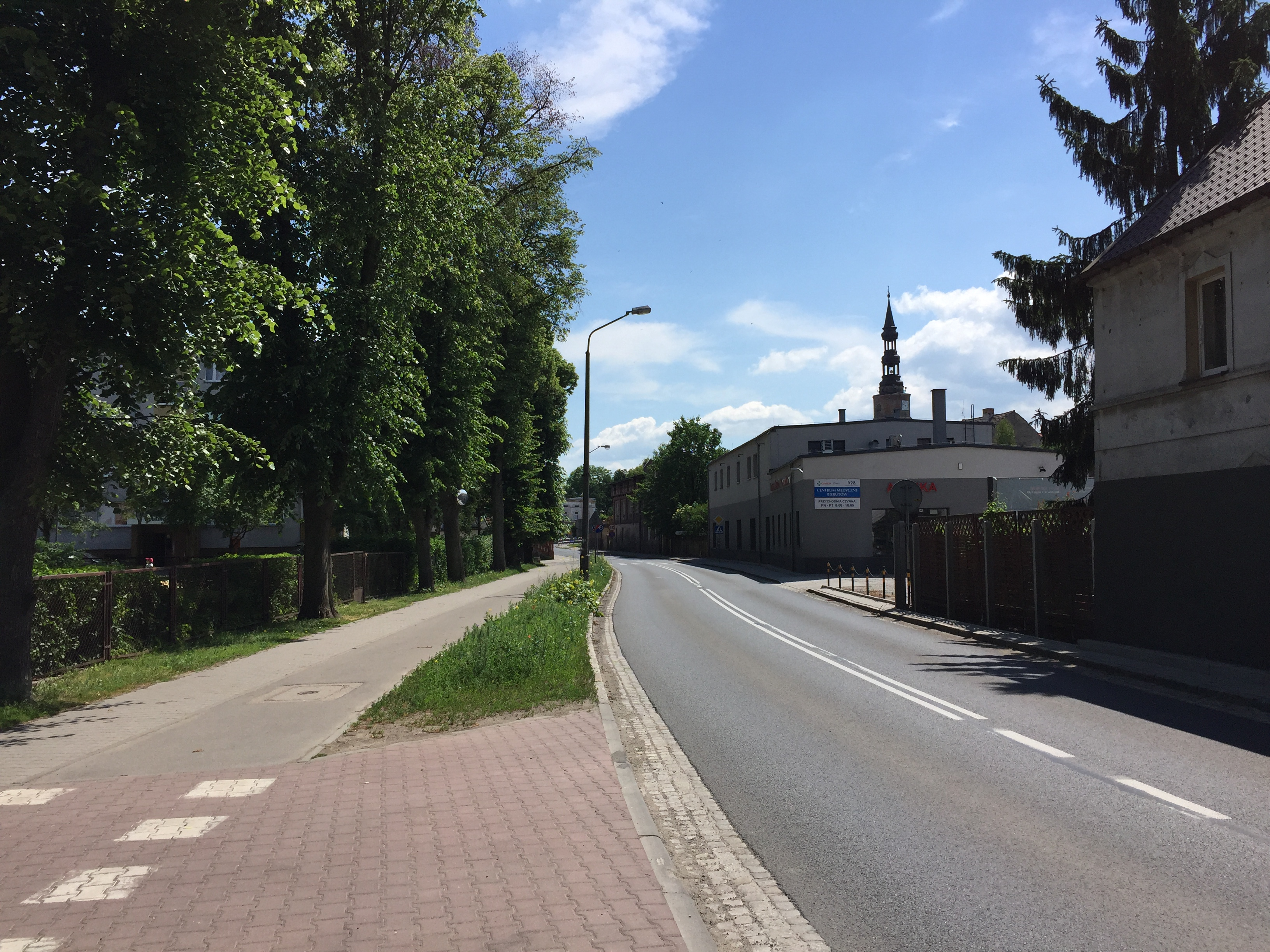
Ulica 1 Maja w ciągu DW451 w Bierutowie.

### Transport drogowy
Drogi wojewódzkie:
- DW 451 (łącząca Bierutów z Oleśnicą i drogą ekspresową S8 oraz z Namysłowem i drogą krajową 39)
- DW 396 (łącząca z Oławą, Strzelinem i autostradą A4)

Drogi powiatowe
- droga powiatowa 1460 D (komunikująca z Dziadową Kłodą i dalej – poprzez 1500 D – z Sycowem)
- droga powiatowa 1463 D

### Transport autobusowy
W Bierutowie usytuowana jest stacja kolejowa przy ul. Dworcowej. Kursuje z niej codziennie kilka par pociągów PolRegio do Wrocławia Głównego oraz Namysłowa, Kluczborka i Lublińca.
Miasto posiada niewielki, dwu stanowiskowy dworzec autobusowy. Komunikację autobusową do stolicy powiatu oleśnickiego zapewniają komercyjne linie podmiejskie 15 i 25 realizowane przez Polbus PKS.
Gminna komunikacja autobusowa
Od marca 2019 roku uruchomiona została bezpłatna gminna komunikacja autobusowa łącząca wszystkie miejscowości gminy z miastem. Operatorem komunikacji jest firma Turbo Trans z Oleśnicy. Kursy realizowane na czterech liniach, od poniedziałku do soboty z wyjątkiem dni świątecznych.

### Transport kolejowy
- Linia kolejowa nr 143 Kalety – Wrocław Mikołajów (zatrzymują się na niej pociągi PolRegio do Wrocławia Głównego oraz Namysłowa, Kluczborka i Lublińca)

### Transport rzeczny
W miesiącach maj oraz czerwiec przepływająca przez Bierutów rzeka Widawa umożliwia odbywanie spływów kajakowych z Bierutowa do Wrocławia. Stały się one popularne na początku XXIw., wówczas powstała w Bierutowie infrastruktura ułatwiająca tę formę turystyki. Współcześnie spływy kajakowe z Bierutowa do Wrocławia uległy zapomnieniu, a infrastruktura – zniszczeniu.

## Stosunki międzynarodowe
| Miasto                  | Kraj   | Okres współpracy   |
| ----------------------- | ------ | ------------------ |
| Bernstadt auf dem Eigen | Niemcy | 10.05.1997 – nadal |

| Miasto                    | Kraj   |
| ------------------------- | ------ |
| Bernstadt Alb-Donau-Kreis | Niemcy |

## Kultura
- Ośrodek kultury i sportu w Bierutowie[32]
- Zespół pieśni i tańca BierutowianieBis
- Stowarzyszenie Rozwoju Ziemi Bierutowskiej – powstałe z inicjatywy rodziców dzieci uczęszczających na zajęcia klubu Ster[33] oraz sympatyków klubu i działalności zmarłego Burmistrza Bierutowa Romana Kazimierskiego.

## Szkoły

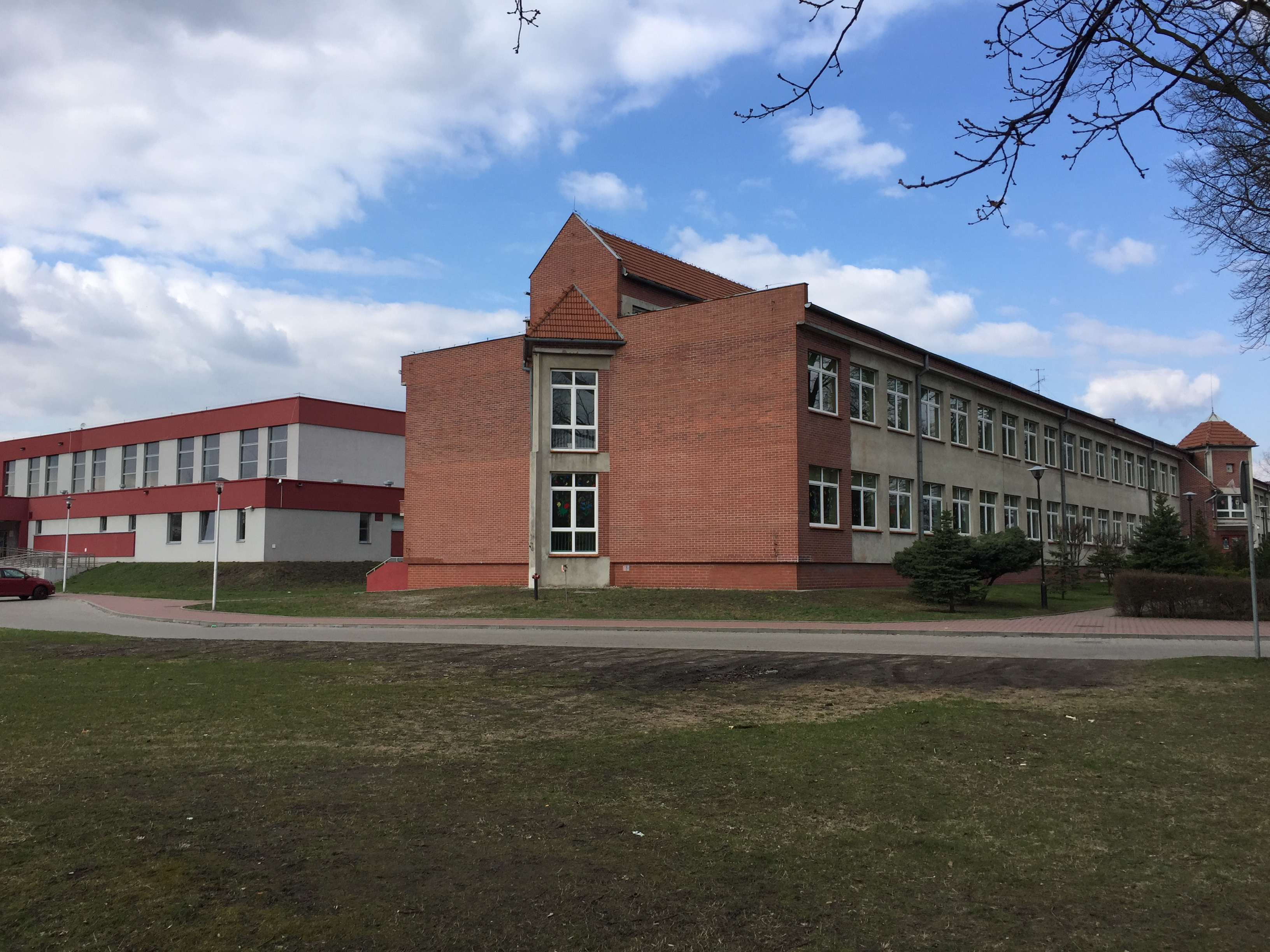
Szkoła podstawowa i hala sportowo-widowiskowa przy ul. Krasińskiego

- Szkoła Podstawowa im. I Dywizji Wojska Polskiego im. Tadeusza Kościuszki[34]
- Gimnazjum im. Aleksandra Kamińskiego (wygaszone)
- Zespół Szkół Ponadpodstawowych im. Władysława Reymonta[35]

## Sport

### Kluby i drużyny sportowe
- W Bierutowie istnieje odnosząca sukcesy drużyna goalballa[36]. W kolejnych Mistrzostwach Polski zajmowała odpowiednio: 2003 III miejsce, 2004 II miejsce, 2005 IV miejsce, 2007 III miejsce, 2006 II miejsce, 2010 I miejsce, 2011 II miejsce, 2018 II miejsce, 2019 I miejsce.
- Działa także klub sportowy Widawa Bierutów[37]

### Obiekty sportowe[potrzebnyprzypis]
- stadion miejski przy ulicy Namysłowskiej
- hala sportowo-widowiskowa przy szkole podstawowej
- boisko lekkoatletyczne przy szkole podstawowej
- boisko „orlik 2012” przy gimnazjum
- boisko „orlik 2012” przy stadionie miejskim
- obiekty w parku przy ul. 1 Maja

### Wydarzenia sportowe
Miasto kilkukrotnie było gospodarzem mistrzostw Polski w Goalball.

### Sportowcy
W Bierutowie wiele lat mieszkał oraz był zawodnikiem miejscowego klubu „Widawa” Bierutów piłkarz Adrian Łyszczarz.

## Obiekty kultu religijnego
| Obiekt sakralny                                        | Zdjęcie | Współczesne przeznaczenie                                                                                      | Okres wykorzystania obiektu na cele kultu religijnego |
| ------------------------------------------------------ | ------- | --- | ----------------------------------------------------- |
| Kościół św. Katarzyny Aleksandryjskiej                 |         | Kościół pomocniczy Parafii św. Józefa Oblubieńca Najświętszej Maryi Panny w Bierutowie                         | XIV w.–1945, 1982–nadal                               |
| Kościół św. Józefa Oblubieńca Najświętszej Maryi Panny |         | Kościół parafialny Parafii św. Józefa Oblubieńca Najświętszej Maryi Panny w Bierutowie                         | 1893–nadal                                            |
| Kościół Świętej Trójcy                                 |         | Nieczynny kościół wraz z zamkniętą nekropolią stanowi miejsce pamięci o pokoleniach dawnych mieszkańców Miasta | 1631–1945                                             |
| Synagoga                                               |         | Dawna synagoga stanowi aulę Zespołu Szkół Ponadgimnazjalnych                                                   | 1809–1939                                             |
| Kościół Ewangelicko-Luterański                         |         | Dawny kościół wykorzystywany jest na cele marketu budowlanego                                                  | 1884–1945                                             |
| Sala Królestwa Świadków Jehowy                         |         | Obiekt wystawiony na sprzedaż                                                                                  | pierwsza i druga dekada XXIw.                         |

## Rada Miejska Bierutowa
Mieszkańcy Bierutowa razem z mieszkańcami sołectwa Karwiniec wybierają do Rady Miejskiej w Bierutowie 8 radnych (8 z 15). Pozostałych 7 radnych wybierają mieszkańcy terenów wiejskich gminy Bierutów.

## Burmistrzowie Bierutowa

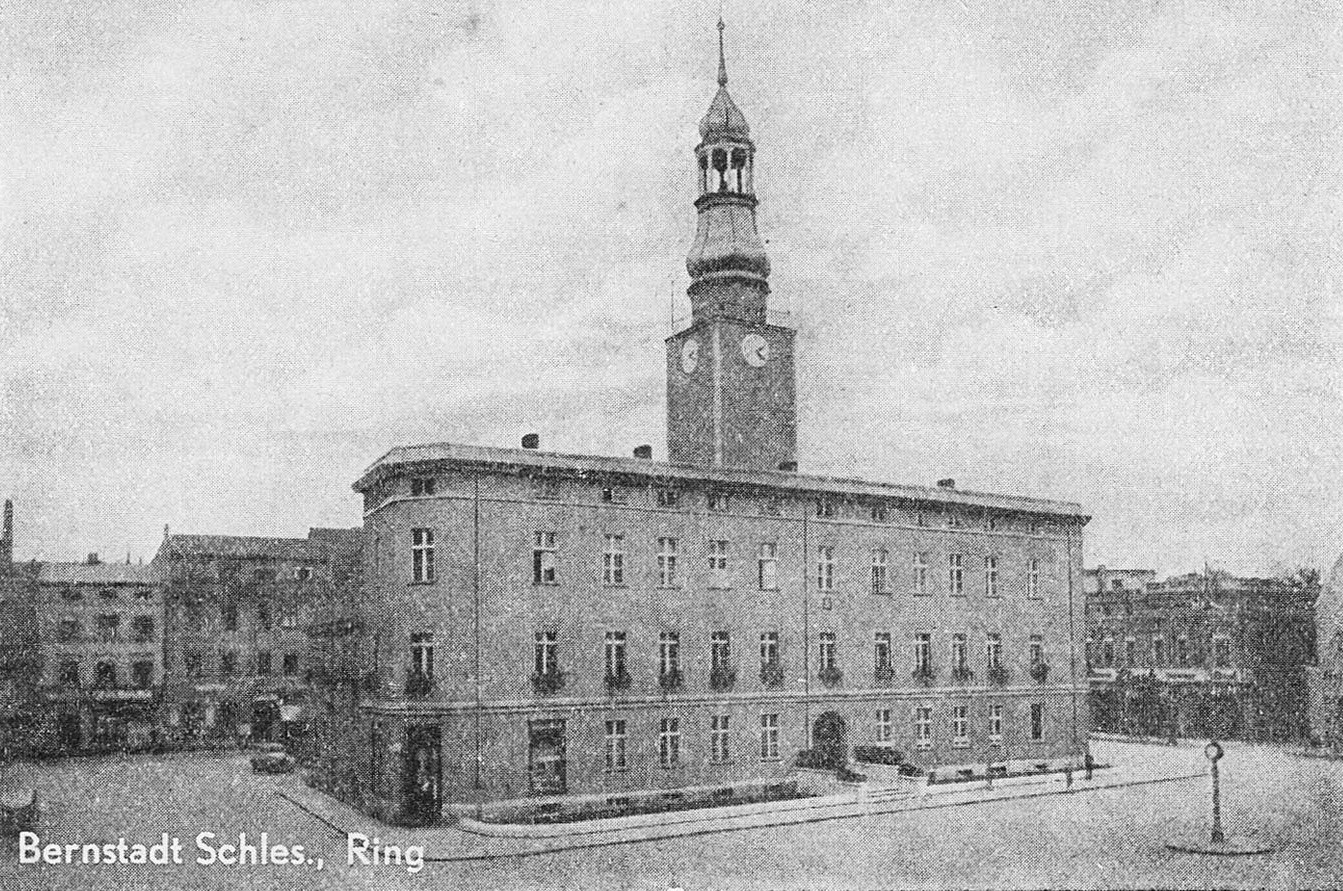
Ratusz w Bierutowie – historyczna siedziba burmistrzów Bierutowa

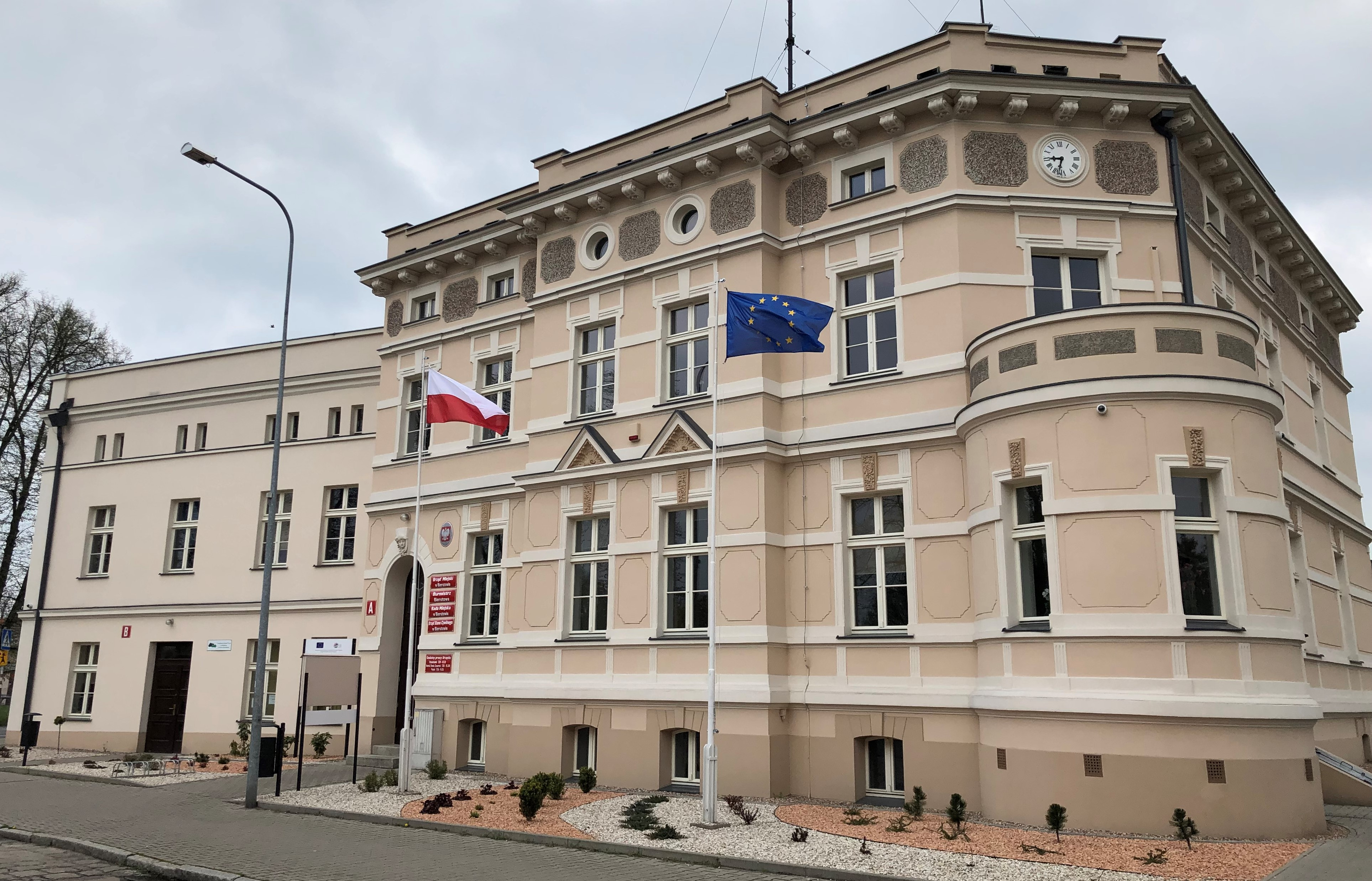
Urząd Miejski w Bierutowie – powojenna siedziba Burmistrzów Bierutowa

Poczet burmistrzów po 1900 r.
| Imię i nazwisko                                                             | zdjęcie | lata urzędowania | Państwo, w którego strukturze urzędował burmistrz |
| --------------------------------------------------------------------------- | ------- | ---------------- | ------------------------------------------------- |
| Georg Schneider                                                             |         | 1899–1901        | Królestwo Prus                                    |
| Alfred Herrmann                                                             |         | 1901–1909        | Królestwo Prus                                    |
| Julius Herrmann                                                             |         | 1909–1919        | Królestwo Prus                                    |
| dr Oskar Wasner                                                             |         | 1919–1931        | Republika Weimarska                               |
| Fritz Kubatz                                                                |         | 1932–1934        | Rzesza Niemiecka                                  |
| Richard Hoffmann                                                            |         | 1934–1938        | Rzesza Niemiecka                                  |
| Otto Oettinghaus                                                            |         | 1938–1939        | Rzesza Niemiecka                                  |
| Friedrich Schultze                                                          |         | 1939–1945        | Rzesza Niemiecka                                  |
| Roman Wawrzesiński                                                          |         | 1945–1946        | Polska Rzeczpospolita Ludowa                      |
| Tadeusz Krupiński                                                           |         | 1946–1949        | Polska Rzeczpospolita Ludowa                      |
| Leon Malinowski                                                             |         | ?                | Polska Rzeczpospolita Ludowa                      |
| Paweł Świątek                                                               |         | ?                | Polska Rzeczpospolita Ludowa                      |
| Marzec                                                                      |         | ?                | Polska Rzeczpospolita Ludowa                      |
| Mieczysław Flak                                                             |         | ?                | Polska Rzeczpospolita Ludowa                      |
| Kazimierz Szczęsny                                                          |         | 1955–1959        | Polska Rzeczpospolita Ludowa                      |
| Piotr Bieńkowski                                                            |         | 1959–1963        | Polska Rzeczpospolita Ludowa                      |
| Stanisław Kisiel                                                            |         | 1964–1972        | Polska Rzeczpospolita Ludowa                      |
| Jan Szewczyk                                                                |         | 1973–1976        | Polska Rzeczpospolita Ludowa                      |
| Tadeusz Słomka                                                              |         | 1976–1981        | Polska Rzeczpospolita Ludowa                      |
| Zygmunt Fedyk                                                               |         | 1981–1990        | Polska Rzeczpospolita Ludowa                      |
| Bogdan Smolarczyk                                                           |         | 1990–1992        | Rzeczpospolita Polska                             |
| Andrzej Wojtkowiak                                                          |         | 1992–1997        | Rzeczpospolita Polska                             |
| Edward Puk                                                                  |         | 1998             | Rzeczpospolita Polska                             |
| Włodzimierz Kubiak                                                          |         | 1998–2002        | Rzeczpospolita Polska                             |
| Burmistrzowie wybrani w bezpośrednich demokratycznych wyborach powszechnych |         |                  | Rzeczpospolita Polska                             |
| Roman Kazimierski                                                           |         | 2002–2004        | Rzeczpospolita Polska                             |
| Grzegorz Michalak                                                           |         | 2004–2006        | Rzeczpospolita Polska                             |
| Władysław Bogusław Kobiałka                                                 |         | 2006–2018        | Rzeczpospolita Polska                             |
| Piotr Sawicki                                                               |         | od 2018          | Rzeczpospolita Polska                             |